# Arija (együttes)
Az Arija (oroszul: Ария) orosz heavy metal együttes.

## Története
1985-ben alakultak Moszkvában. Az együttes volt az első olyan orosz heavy metal együttes, amely nemzetközileg is ismert lett.  Az Iron Maidenhez való hasonlóságuk miatt az „orosz Iron Maidennek” is szokták hívni őket.
  Vlagyimir Holsztinyin és Alik Granovszkij alapították. Hozzájuk csatlakozott Valerij Kipelov énekes, aki 2002-ig maradt a zenekarban. Első nagylemezük megalakulásuk évében, 1985-ben jelent meg. 1987-ben az Arijából kilépett tagok új együttest alapítottak, Master néven. Valerij Kipelov 2002-es kilépésekor szintén új együttest alapított, Kipelov néven. Alekszandr Lvov dobos a Gorkij Park nevű hard rock/glam metal együttes egyik alapító tagja is. Az "Arija" nevet azért kapta az együttes, mert rövid és egyszerűen megjegyezhető. Egy változat szerint a zenekar a nevét az ugyanilyen nevű japán gitárcégről kapta. Eddig 13 nagylemezt jelentettek meg. A zenekar hullámzó felállással rendelkezett. 2007-ben megnyerték a Fuzz-díjat, mint "legjobb koncert együttes". 2002-ben, Kipelov kilépése után Artur Berkut lett az Arija énekese, de 2011-ben kilépett és szólókarrierbe kezdett, helyére Mihail Zsitnyakov került, aki a mai napig az együttes énekese.

## Diszkográfia
- 1985: Мания Величия
- 1986: С Кем Ты?
- 1987: Герой Асфальта
- 1989: Игра с огнём
- 1991: Кровь за кровь
- 1995: Ночь короче дня
- 1998: Генератор Зла
- 2001: Химера
- 2003: Крещение огнём
- 2006: Армагеддон
- 2011: Феникс
- 2014: Через все времена
- 2018: Проклятье морей[6]